# Krukanice (zámek)
Krukanice jsou zámek ve stejnojmenné vesnici u Pernarce v okrese Plzeň-sever. Postaven byl nejspíše v osmnáctém století na okraji hospodářského dvora, který patřil tepelskému klášteru. Zámecký areál je včetně hospodářských budov chráněn jako kulturní památka ČR.

## Historie
Krukanice byly od konce dvanáctého století centrem panství, které po většinu doby patřilo tepelskému klášteru. Stával v nich poplužní dvůr, u kterého byl před rokem 1788 postaven barokní zámek. Podle Památkového katalogu byl zámek postaven již roku 1698 architektem Kryštofem Dientzenhoferem a budovy hospodářského dvora pochází až ze druhé poloviny osmnáctého století. Ve dvacátém století zámek se dvorem, pivovarem a pozemky získal Sebastián Klička, za kterého roku 1927 proběhla pozemková reforma, při níž byly pozemky statku zmenšeny z 502 na 501 hektarů. Po roce 1945 areál využívala šlechtitelská stanice. Ještě roku 1970 měla v zámku byty, závodní jídelnu a kanceláře, ale v osmdesátých letech dvacátého století byla zámecká budova opuštěna a začala chátrat.

## Stavební podoba
Památkově chráněný areál se skládá ze zámku, pivovaru, hospodářských budov, zahrady s altánem a ohradní zdi se sochou blahoslaveného Hroznaty a soklem sochy svatého Norberta u příjezdové cesty.
Jednopatrová zámecká budova stojí na východním okraji areálu. Původní stavba měla obdélný půdorys, ale později k ní bylo přistavěno boční křídlo. Zahradní průčelí je členěné lizénami a na nádvorní straně stojí dva pozdější věžovité přístavky. Střední částí hlavního křídla vede průjezd do dvora. Z průjezdu se vstupuje do haly se schodištěm do prvního patra a do valeně klenuté místnosti, kde bývala kaple svatého Jana Nepomuckého.